# Hypericum bupleuroides
Hypericum bupleuroides är en johannesörtsväxtart som beskrevs av August Heinrich Rudolf Grisebach. Hypericum bupleuroides ingår i släktet johannesörter, och familjen johannesörtsväxter. Inga underarter finns listade i Catalogue of Life.